# الحودة (النادرة)

تعديل مصدري - تعديل

الحودة محلة تابعة لقرية كهال، التابعة لعزلة شخب بمديرية النادرة إحدى مديريات محافظة إب في الجمهورية اليمنية، بلغ تعداد سكانها 280 حسب تعداد اليمن لعام 2004.